# Ptilodactyla ocularis
Ptilodactyla ocularis là một loài bọ cánh cứng trong họ Ptilodactylidae. Loài này được Pic mô tả khoa học năm 1916.